# Mapouka
Le mapouka, aussi connu sous le nom de macouka ou encore mapaka, est une danse traditionnelle de Côte d'Ivoire des Avikam, originaire des alentours de Dabou. Le terme est parfois utilisé pour désigner le Youssoumba, la musique traditionnelle et dansante qui l'accompagne et qui est également originaire des peuples lagunaires dans le Sud de la Côte d'Ivoire.
Cette danse, par sa chorégraphie osée, pourrait faire croire qu'il s'agit de danse érotique. Dans les années 1980, des artistes ivoiriens ont tenté sans grand succès de la faire connaître[réf. nécessaire]. Un des groupes les plus connus est Les Tueuses de Mapouka.
En 1998, le Conseil national de la communication audiovisuelle (CNCA) décide d'interdire sa diffusion. C'est à la suite de cette interdiction que la danse connaît une propagation très rapide dans les pays sub-sahariens, en Europe et notamment en France où vivent beaucoup d'expatriés Ivoiriens.

## Le mapouka chez les Avikam
- Le Mapouka est une danse traditionnelle Avikam, ethnie du grand groupe Akan. Elle fut à son apogée dans les années 80 grâce au groupe Nigui Saff avant d'être interdit à la fin des années 90 par le CNCA* car jugée trop obscène.
- Pourtant c'est une symbolique tout autre qui se cache derrière cette danse.
- En effet, chez les Avikam, lorsqu'un couple est en froid, la femme revêt ses plus beaux ornements, se met au milieu de la cour du village et commence ainsi à danser afin de se réconcilier avec son mari.